# Simira
Simira là một chi thực vật có hoa trong họ Thiến thảo (Rubiaceae).

## Loài
Chi Simira gồm các loài: